# 蘇瀛漢
蘇瀛漢（1945年—），字宗雲，福建永春桃城人，中醫骨傷科醫生，永春白鶴拳代表人物之一。中國武術六段。少從著名永春白拳宗師潘世諷之哲嗣潘瑞蕩和鄭聯甲老師武武習醫，先後創辦永春怡雲骨傷科診所和永春怡雲武術研究會，長年行醫授武。曾任政協永春縣第10、11屆委員等職，現任福建省武術協會常委、泉州市武術協會副主席、永春縣武術協會副主席、永春怡雲武術研究會會長。1984年參加福建武術械錄的部分編寫和編審工作，在國內外有關刊物雜誌發表武術文章二十多篇致力於永春白鶴拳的研究和傳播。